# Казалето Спартано
Казалѐто Спарта̀но (на италиански: Casaletto Spartano) е село и община в Южна Италия, провинция Салерно, регион Кампания. Разположено е на 540 m надморска височина. Населението на общината е 1466 души (към 2010 г.).